# 莫耶丘鄉

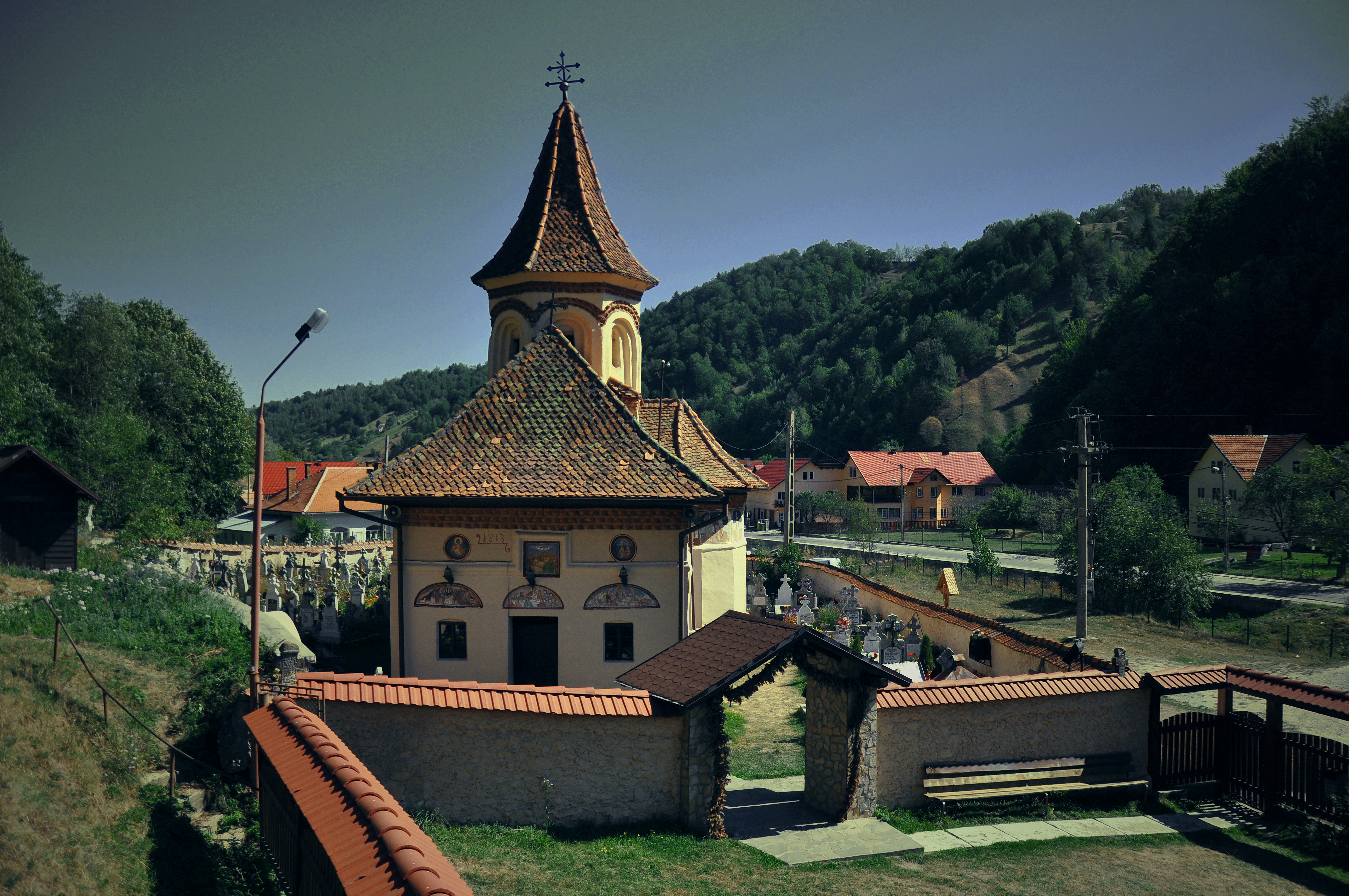

45°30′28″N 25°20′33″E / 45.50778°N 25.34250°E
莫耶丘鄉（羅馬尼亞語：Comuna Moieciu, Brașov），是羅馬尼亞的鄉份，位於該國中部，由布拉索夫縣負責管轄，面積95平方公里，海拔高度866米，2007年人口4,689，人口密度每平方公里49人。